# Bix and Assendon
Bix and Assendon – gmina (civil parish) w Anglii, w hrabstwie Oxfordshire, w dystrykcie South Oxfordshire. Leży 31 km na południowy wschód od Oksfordu i 57 km na zachód od Londynu.